# Glomus (champignon)
Pour les articles homonymes, voir Glomus.
Genre
Synonymes
- Rhizophagus P.A. Dang.[2]
- Sphaerocreas Sacc. & Ellis[2]
- Stigeosporium C. West[2]

Glomus est un genre de champignons mycorhiziens de la famille des Glomeraceae.

## Liste d'espèces
Selon BioLib (4 novembre 2017) :
- Glomus tenue (Greenall) I.R. Hall

Selon Catalogue of Life (4 novembre 2017) :
- Glomus ambisporum G.S. Sm. & N.C. Schenck, 1985
- Glomus arborense McGee, 1986
- Glomus arenarium Blaszk., Tadych & Madej, 2001
- Glomus atrouva McGee & Pattinson, 2002
- Glomus australe (Berk.) S.M. Berch, 1983
- Glomus avelingiae R.C. Sinclair, 2000
- Glomus bagyarajii V.S. Mehrotra, 1997
- Glomus boreale (Thaxt.) Trappe & Gerd., 1974
- Glomus botryoides F.M. Rothwell & Victor, 1984
- Glomus brohultii R.A. Herrera, Ferrer & Sieverd., 2003
- Glomus caesaris Sieverd. & Oehl, 2002
- Glomus canadense (Thaxt.) Trappe & Gerd., 1974
- Glomus canum McGee, 2002
- Glomus citricola D.Z. Tang & M. Zang, 1984
- Glomus clavisporum (Trappe) R.T. Almeida & N.C. Schenck, 1990
- Glomus convolutum Gerd. & Trappe, 1974
- Glomus coremioides (Berk. & Broome) D. Redecker & J.B. Morton, 2000
- Glomus corymbiforme Blaszk., 1995
- Glomus crenatum Furrazola, Ferrer, R.A. Herrera & B.T. Goto, 2011
- Glomus cuneatum McGee & A. Cooper, 2002
- Glomus deserticola Trappe, Bloss & J.A. Menge, 1984
- Glomus dolichosporum M.Q. Zhang & You S. Wang, 1997
- Glomus flavisporum (M. Lange & E.M. Lund) Trappe & Gerd., 1974
- Glomus formosanum C.G. Wu & Z.C. Chen, 1986
- Glomus fragile (Berk. & Broome) Trappe & Gerd., 1974
- Glomus fuegianum (Speg.) Trappe & Gerd., 1974
- Glomus gibbosum Blaszk., 1997
- Glomus glomerulatum Sieverd., 1987
- Glomus goaensis Khade, 2009
- Glomus heterosporum G.S. Sm. & N.C. Schenck, 1985
- Glomus hoi S.M. Berch & Trappe, 1985
- Glomus hyderabadensis Swarupa, Kunwar, G.S. Prasad & Manohar., 2004
- Glomus indicum Blaszk., Wubet & Harikumar, 2010
- Glomus kerguelense Dalpé & Strullu, 2002
- Glomus macrocarpum Tul. & C. Tul., 1844
- Glomus magnicaule I.R. Hall, 1977
- Glomus majewskii Blaszk., 2010
- Glomus melanosporum Gerd. & Trappe, 1974
- Glomus microcarpum Tul. & C. Tul., 1844
- Glomus monosporum Gerd. & Trappe, 1974
- Glomus mortonii Bentiv. & Hetrick, 1991
- Glomus multicaule Gerd. & B.K. Bakshi, 1976
- Glomus multiforum Tadych & Blaszk., 1997
- Glomus mume B.P. Cai, Jun Y. Chen, Q.X. Zhang & L.D. Guo, 2013
- Glomus nanolumen Koske & Gemma, 1990
- Glomus pallidum I.R. Hall, 1977
- Glomus pansihalos S.M. Berch & Koske, 1986
- Glomus pellucidum McGee & Pattinson, 2002
- Glomus przelewicense Blaszk., 1988
- Glomus pubescens (Sacc. & Ellis) Trappe & Gerd., 1974
- Glomus pustulatum Koske, Friese, C. Walker & Dalpé, 1986
- Glomus radiatum (Thaxt.) Trappe & Gerd., 1974
- Glomus rubiforme (Gerd. & Trappe) R.T. Almeida & N.C. Schenck, 1990
- Glomus segmentatum Trappe, Spooner & Ivory, 1979
- Glomus sinuosum (Gerd. & B.K. Bakshi) R.T. Almeida & N.C. Schenck, 1990
- Glomus spinosum H.T. Hu, 2002
- Glomus spinuliferum Sieverd. & Oehl, 2003
- Glomus tenebrosum (Thaxt.) S.M. Berch, 1983
- Glomus tenue (Greenall) I.R. Hall, 1977
- Glomus tetrastratosum Blaszk., Chwat & Góralska, 2015
- Glomus trufemii B.T. Goto, G.A. Silva & Oehl, 2012
- Glomus warcupii McGee, 1986

Selon Index Fungorum (4 novembre 2017) :
- Glomus ambisporum G.S. Sm. & N.C. Schenck 1985
- Glomus arborense McGee 1986
- Glomus arenarium Błaszk., Tadych & Madej 2001
- Glomus atrouva McGee & Pattinson 2002
- Glomus australe (Berk.) S.M. Berch 1983
- Glomus avelingiae R.C. Sinclair 2000
- Glomus bagyarajii V.S. Mehrotra 1997
- Glomus boreale (Thaxt.) Trappe & Gerd. 1974
- Glomus botryoides F.M. Rothwell & Victor 1984
- Glomus brohultii R.A. Herrera, Ferrer & Sieverd. 2003
- Glomus caesaris Sieverd. & Oehl 2002
- Glomus canadense (Thaxt.) Trappe & Gerd. 1974
- Glomus canum McGee 2002
- Glomus cerebriforme McGee 1986
- Glomus citricola D.Z. Tang & M. Zang 1984
- Glomus clavisporum (Trappe) R.T. Almeida & N.C. Schenck 1990
- Glomus clusterforme K. Uçgun, A. Atasay, Akgül, Z. Ay, C. Küçükyumuk, H. Koçal, S. Bakıcı, S. Kaymak, Ş. Özongun, S. Gargın & Ç. Akpınar 2009
- Glomus convolutum Gerd. & Trappe 1974
- Glomus coremioides (Berk. & Broome) D. Redecker & J.B. Morton 2000
- Glomus corymbiforme Błaszk. 1995
- Glomus crenatum Furrazola, Ferrer, R.A. Herrera & B.T. Goto 2011
- Glomus cubense Y. Rodr. & Dalpé 2011
- Glomus cuneatum McGee & A. Cooper 2002
- Glomus delhiense Mukerji, Bhattacharjee & J.P. Tewari 1983
- Glomus deserticola Trappe, Bloss & J.A. Menge 1984
- Glomus dolichosporum M.Q. Zhang & You S. Wang 1997
- Glomus flavisporum (M. Lange & E.M. Lund) Trappe & Gerd. 1974
- Glomus formosanum C.G. Wu & Z.C. Chen 1986
- Glomus fragile (Berk. & Broome) Trappe & Gerd. 1974
- Glomus fuegianum (Speg.) Trappe & Gerd. 1974
- Glomus gibbosum Błaszk. 1997
- Glomus globiferum Koske & C. Walker 1986
- Glomus glomerulatum Sieverd. 1987
- Glomus goaensis Khade 2009
- Glomus heterosporum G.S. Sm. & N.C. Schenck 1985
- Glomus hoi S.M. Berch & Trappe 1985
- Glomus hyderabadensis Swarupa, Kunwar, G.S. Prasad & Manohar. 2004
- Glomus indicum Błaszk., Wubet & Harikumar 2010
- Glomus kerguelense Dalpé & Strullu 2002
- Glomus liquidambaris (C.G. Wu & Z.C. Chen) R.T. Almeida & N.C. Schenck 1990
- Glomus liquidambaris (C.G. Wu & Z.C. Chen) R.T. Almeida & N.C. Schenck ex Y.J. Yao 1995
- Glomus macrocarpum Tul. & C. Tul. 1844
- Glomus magnicaule I.R. Hall 1977
- Glomus majewskii Błaszk. 2010
- Glomus melanosporum Gerd. & Trappe 1974
- Glomus microcarpum Tul. & C. Tul. 1844
- Glomus monosporum Gerd. & Trappe 1974
- Glomus mortonii Bentiv. & Hetrick 1991
- Glomus multicaule Gerd. & B.K. Bakshi 1976
- Glomus multiforum Tadych & Błaszk. 1997
- Glomus multisubstensum Mukerji, Bhattacharjee & J.P. Tewari 1983
- Glomus mume B.P. Cai, Jun Y. Chen, Q.X. Zhang & L.D. Guo 2013
- Glomus nanolumen Koske & Gemma 1990
- Glomus pallidum I.R. Hall 1977
- Glomus pansihalos S.M. Berch & Koske 1986
- Glomus pellucidum McGee & Pattinson 2002
- Glomus przelewicense Błaszk. 1988
- Glomus pubescens (Sacc. & Ellis) Trappe & Gerd. 1974
- Glomus pustulatum Koske, Friese, C. Walker & Dalpé 1986
- Glomus radiatum (Thaxt.) Trappe & Gerd. 1974
- Glomus reticulatum Bhattacharjee & Mukerji 1980
- Glomus rubiforme (Gerd. & Trappe) R.T. Almeida & N.C. Schenck 1990
- Glomus segmentatum Trappe, Spooner & Ivory 1979
- Glomus sinuosum (Gerd. & B.K. Bakshi) R.T. Almeida & N.C. Schenck 1990
- Glomus spinosum H.T. Hu 2002
- Glomus spinuliferum Sieverd. & Oehl 2003
- Glomus sterilum V.S. Mehrotra & Baijal 1992
- Glomus taiwanense (C.G. Wu & Z.C. Chen) R.T. Almeida & N.C. Schenck 1990
- Glomus taiwanense (C.G. Wu & Z.C. Chen) R.T. Almeida & N.C. Schenck ex Y.J. Yao 1995
- Glomus tenebrosum (Thaxt.) S.M. Berch 1983
- Glomus tenue (Greenall) I.R. Hall 1977
- Glomus tetrastratosum Błaszk., Chwat & Góralska 2015
- Glomus trufemii B.T. Goto, G.A. Silva & Oehl 2012
- Glomus warcupii McGee 1986
- Glomus zaozhuangianum F.Y. Wang & R.J. Liu 2002

Selon ITIS (4 novembre 2017) :
- Glomus macrocarpus L. R. & C. Tulasne

Selon NCBI (4 novembre 2017) :
- Glomus aggregatum
- Glomus albidum
- Glomus ambisporum
- Glomus australe
- Glomus botryoides
- Glomus cerebriforme
- Glomus compressum
- Glomus cubense
- Glomus dimorphicum
- Glomus heterosporum
- Glomus hoi
- Glomus hyderabadensis
- Glomus indicum
- Glomus invermaium
- Glomus macrocarpum
- Glomus melanosporum
- Glomus microaggregatum
- Glomus multiforum
- Glomus multisubstensum
- Glomus perpusillum
- Glomus pulvinatum
- Glomus pustulatum
- Glomus versiforme